# 水果湖街道
水果湖街道，是中华人民共和国湖北省武汉市武昌区的一个街道。办事处驻东湖路51号，陆地面积12.5平方千米，水域面积32.8平方千米，周边有14个重点城乡结合部，居住有18个民族，流动人口约4万。下辖以下23个社区居委会：
蔡家咀社区、北环路社区、武铁社区、小洪山社区、科苑社区、洪山路社区、张家湾社区、茶港社区、放鹰台社区、姚家岭社区、机安村社区、周家大湾社区、青鱼嘴社区、中北路社区、高家湾社区、双湖桥社区、湖北日报社区、滨湖村社区、东亭社区、岳家嘴社区、新建社区、徐东路社区和余家湖村社区。

## 历史沿革
水果湖畔的放鹰台在6500－5000年前就已是新石器时代先民聚居地，出土了屈家岭文化早期形式的石斧、稻壳、陶高领罐、陶纺轮等。明洪武四年（1371年）曾在这一带挖山取土烧砖以重修武昌城墙，故该地区有“窑湾”之称。民国时期属武昌市长春区公所，是一片郊区。1950年起分属洪山区沙湖乡、东亭乡、官园乡，1956年归洪山区中南路街。1957年建立洪山区管辖的水果湖街办事处，下半年开始划归武昌区。文化大革命期间水果湖街革命委员会成立，1980年撤销，恢复水果湖街道办事处。

## 经济
按照武汉市的规划，该街突出省直片房地产开发区、中北路商贸服务区、八一路科工贸市场区、徐东路旅游商贸服务区“四大经济区域”重点发展，引进了法国家乐福超市、麦德龙超市和英国百安居建材超市；联想集团、金龙客车等也落户水果湖地区；水果湖凤凰工业园和楚天工业园亦成立了一大批科技型企业。1990年，水果湖街经济总收入、利润、税收分别达到1007万元、46.81万元、32万元，2000年经济则达到55000万元、5400万元、1300万元，进入武汉市街道的前十名。2007年成立了水果湖综治示范区，5年内有420多家各类商户、志愿者服务组织加入服务圈，并投入50万元修建了东亭大舞台。2012年，街道人均可支配收入达30486元、全口径财政收入17.62亿元、固定资产投资达147亿元。

## 社会生活
街道辖区内有265个中央、省、市属单位。其中有11家大型企业（包括武汉重型机床厂）、13个科研机构（包括中国科学院武汉分院）、7所高等院校（包括武汉大学医学院）、6家新闻出版单位（包括新华社湖北分社、湖北日报社）、以及武汉铁路局、华中电力公司、武汉电信局等社会事业单位。还有东湖大厦、洪山宾馆、湖北饭店、丽江饭店等21家高级宾馆；中国农业发展银行湖北省分行等9家大型金融证券企业。交通方面，有12条主次干道，30多条线路的公共汽车，并兴建了洪山广场、水果湖广场、梨园广场、双湖桥、欧式街、迎宾路等休闲场所。水果湖隧道也在2011年投入运行。

## 人文
东湖风景区是辖区内重要的人文景观，前身是周苍柏1930年创办的“海光农圃”。东湖梅岭则是接待中央领导人及外国元首的地方。毛泽东、朱德、董必武、宋庆龄、郭沫若、张难先等人都在水果湖地区留下过手迹。